# Biochemical Journal
Biochemical Journal, скорочено Biochem. J. — рецензований науковий журнал, який виходить двічі на місяць. Перший випуск вийшов у 1906 році під назвою The Bio-Chemical Journal. Назва The Biochemical Journal використовувалася між 1913 і 1992 роками до нинішньої назви журналу. У журналі публікуються оригінальні статті з різних галузей біохімії. Журнал видається Біохімічним товариством і приналежною йому видавничею компанією Portland Press.
У 2019 році імпакт-фактор журналу склав 4,097. Згідно зі статистичними даними ISI Web of Knowledge, цей імпакт-фактор ставить журнал на 95 місце серед 297 журналів у категорії «Біохімія та молекулярна біологія» . 
Головний редактор — Марк Леммон, Нью-Гейвен, США . 